# Léròl
Genres dérivés
Laboulanjèr
Genres associés
Kasékò
Le léròl est à la fois un rythme et une danse. Il s'agit de la variante guyanaise du quadrille créole accompagné de trois tambours et d'un hochet (chacha-léròl).